# 尤班克斯 (伊利諾伊州)
尤班克斯（英語：Ewbanks）是位於美國伊利諾伊州亞當斯縣的一個非建制地區。該地的面積和人口皆未知。

## 地理
尤班克斯的座標為39°58′43″N 91°19′11″W / 39.97861°N 91.31972°W，而該地的平均海拔高度為218米（即715英尺）。